# أغوستين أليوني
أغوستين ليونيل أليوني (بالإسبانية: Agustín Lionel Allione) (ولد في 28 أكتوبر 1994) وهو لاعب كرة قدم أرجنتيني يلعب حاليا كلاعب وسط مهاجم لنادي باهيا.

## وصلات خارجية
- Profile at Vélez Sársfield's official website (بالإسبانية)
- Argentine Primera statistics at Fútbol XXI (بالإسبانية)
- أغوستين أليوني على موقع قاعدة بيانات كرة القدم.إي يو (الإنجليزية)
- أغوستين أليوني على موقع Soccerway.com (الإنجليزية)
- أغوستين أليوني على موقع عالم كرة القدم.نت (الإنجليزية)